# Lagenomyces marginalis
Lagenomyces marginalis är en svampart som beskrevs av Cavalc. & A.A. Silva 1972. Lagenomyces marginalis ingår i släktet Lagenomyces, divisionen sporsäcksvampar och riket svampar.   Inga underarter finns listade i Catalogue of Life.